# Suko (keizer)
Keizer Sukō (崇光天皇, Sukō-tennō, 25 mei 1334 – 31 januari 1398) was de 3e troonpretendent van het keizerlijke hof van Japan. Hij regeerde namens het Ashikaga-shogunaat vanuit het noordelijke hof, van 18 november 1348 tot 26 november 1351.
Sukō's persoonlijke naam was oorspronkelijk Masuhito (益仁), maar dit werd later veranderd in Okihito (興仁). Sukō was een zoon van de 1e troonpretendent, Kogon, en het neefje van zijn voorganger, Komyo.
Sukō werd in 1348 kroonprins en later dat jaar keizer. In de praktijk had hij echter geen macht; het noordelijk hof stond onder bevel van het shogunaat en zijn vader, Kogon, regeerde nog als insei-keizer. Tijdens Sukō's regeerperiode begon de rivaliteit tussen Ashikaga Takauji en Ashikaga Tadayoshi. In 1351 sloot Takauji zich aan bij het zuidelijk hof, waardoor Sukō tot aftreden werd gedwongen. Op deze manier hoopte Takauji de twee familietakken weer te kunnen herenigen. Dit plan mislukte echter. Takauji kroonde hierop keizer Kogons tweede zoon tot keizer. Sukō probeerde nog een van zijn kinderen tot kroonprins te laten benoemen, maar dit mislukte.
Sukō stierf in 1398. Dertig jaar na zijn overlijden werd zijn achterkleinzoon, Hikohito, gekroond tot keizer Go-Hanazono.
* Regent Jingu staat niet op de traditionele lijst.